# Boiro

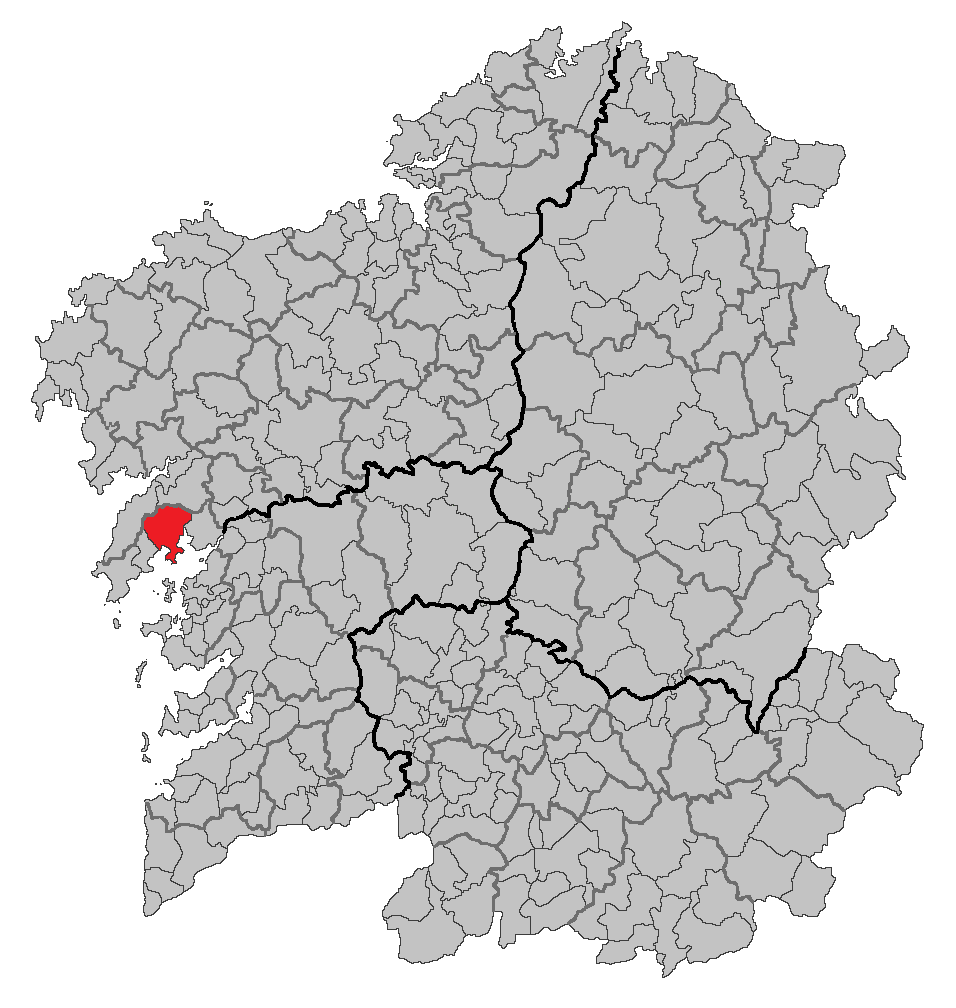
Localização de Boiro

Boiro é um município da Espanha na província 
da Corunha, 
comunidade autónoma da Galiza, de área 87 km² com 
população de 18547 habitantes (2007) e densidade populacional de 213,18 hab./km².

## Demografia
| Variação demográfica do município entre 1991 e 2004 | Variação demográfica do município entre 1991 e 2004 | Variação demográfica do município entre 1991 e 2004 | Variação demográfica do município entre 1991 e 2004 |
| --------------------------------------------------- | --------------------------------------------------- | --------------------------------------------------- | --------------------------------------------------- |
| 1991                                                | 1996                                                | 2001                                                | 2004                                                |
| 17665                                               | 17932                                               | 17748                                               | 18302                                               |